# Ягільницька загальноосвітня школа
Ягільницька загальноосвітня школа I—III ступенів — навчальний заклад у селі Ягільниця Чортківського району Тернопільської області.

## Історія
У 1852 році  відкрито тривіальну (звичайну) школу.
15 квітня 1885 року  відкрито «Нижчу Крайову рільничу школу» з польською мовою навчання; згодом австрійські власті відкрили 4-класну школу, за Польщі році  реорганізована у 7-класну.
У 1900-ті в Ягільниці споруджено нове приміщення школи. Значний внесок у його побудову зробила родина ґрафа Кароля Лянцкоронського.
У 1923 році Ягільницькій семирічній школі присвоєно звання Станіслава Конарського.
У 1925—1926 роках навчальному році в семирічній та утраквістичній (двомовній) школі навчалися 290 дітей.
У 1930 році створено добровільну організацію дітей і молоді році  харцери, що базувалася на основі скаутизму.
У 1944 році відновлено навчання в школі, яка відтоді отримала статус середньої.
У 1974 році побудовано нові приміщення школи.

## Гуртки та секції
Для розвитку і вдосконалення учнів у школі діють гуртки та секції:
- художньо-естетичний;
- науково-технічний;
- фізкультурно-спортивний;
- туристсько-краєзнавчий;
- еколого-натуралістичний.

## Сучасність
У 11 класах школи навчається 171 учнів, у школі викладають англійську мову.

## Керівництво
Директори
- Владислав Сойка
- Гаврило Денисенко (1944—)
- Євнен Іванович Гресько
- Прокопик Ольга Іванівна
- Андрій Ярославович Заяло (від ?)

Адміністрація
- Романів Алла Володимирівна — заступник директора з навчально-виховної роботи
- Попіль Тетяна Володимирівна — заступник директора з виховної роботи

Вчителі
У школі працює 23 вчителів.

## Відомі випускники
- Костянтин Соболевський — кандидат технічних наук,
- Дмитро Гуфрій — професор, доктор ветеринарних наук,
- Ольга Воробець — професор, доктор медичних наук,
- Тарас Шевчук — кандидат біологічних наук,
- Роман Галабала — кандидат геологічних наук,
- Олег Винничук — кандидат педагогічних наук,
- Любов Чарнош — кандидат педагогічних наук,
- Костянтин Крайняк — кандидат біологічних наук,
- Іван Гресько — журналіст, шеф-продюсер каналу «Футбол»,
- Роман Якель — журналіст,
- Оксана Спорняк — випускниця Гарвардського університету,
- Роман Чортківський — заслужений лікар України,
- Орест Осеняк — заслужений лікар України,
- Роман Вархол — член спілки письменників,
- Володимир Прокопик — композитор, аранжувальник, музичний керівник ВІА «Смерічка»,
- Наталія Сенів-Жук — кандидат фізико-математичних наук,
- Юрій Брилинськии — заслужений артист України, театр ім. Заньковецької у місті Львові.
- Василь Вислоцький — український підприємець, громадський діяч, меценат. Заслужений працівник сільського господарства України.

Але крім відомих випускників, у школі є ще багато інших випускників, про яких також не варто забувати.

## Додаткова література
- Бубернак, С. Школо моя, ти священна колиско науки: [історія школи в с. Ягільниці Чортків. р-ну] / С. Бубернак // Голос народу. — 2012. — (14 груд.). — С. 3. —(Ювілей).